# Club Patín Tenerife
El Club Patín Tenerife fue un club de hockey sobre patines, de la ciudad de Santa Cruz de Tenerife. Se fundó en 1970 y desapareció en 2011 por razones económicas. 

## Historia
El club fue fundado en 1970 con el nombre de Patín Tenerife La Salle, en un proyecto encabezado por Antonio Miguel Gómez Hernández. En la temporada 1981-82 compitió por primera vez en la División de Honor, pero solo un año duraría en la competencia más alta del equipo de hockey español. Su regreso a la Liga OK llegó en la temporada 1997-98. En competiciones europeas, en la temporada 2007-08 ganó la Copa CERS al derrotar al Hockey Valdagno en la final en los penaltis y en la temporada 2008-09 debutó en la Copa de Europa.
El 16 de agosto de 2011, el club anunció mediante un comunicado en su sitio web que renunció a competir en la 1.ª División (categoría a la que descendió al final de la temporada 2010-11) debido a las dificultades para completar un presupuesto de garantía para militar en la segunda categoría del hockey sobre patines español. Este hecho supuso la desaparición del club canario después de 41 años en el que se convirtió en el máximo exponente deportivo de la isla.

## Temporadas
| Temporada | Nivel | División | Puesto | Copa del Rey     | Europa            | Europa |
| --------- | ----- | -------- | ------ | ---------------- | ----------------- | ------ |
| 2001-02   | 1     | OK Liga  | 13.º   |                  |                   |        |
| 2002-03   | 1     | OK Liga  | 11.º   |                  |                   |        |
| 2003-04   | 1     | OK Liga  | 8.º    |                  |                   |        |
| 2004-05   | 1     | OK Liga  | 10.º   |                  |                   |        |
| 2005-06   | 1     | OK Liga  | 6.º    | Cuartos de final |                   |        |
| 2006-07   | 1     | OK Liga  | 8.º    |                  | 2 CERS Cup        | 1/16   |
| 2007-08   | 1     | OK Liga  | 7.º    | Cuartos de final | 2 CERS Cup        | C      |
| 2008-09   | 1     | OK Liga  | 13.º   |                  | 1 European League | FG     |
| 2009-10   | 1     | OK Liga  | 8.º    | Cuartos de final |                   |        |
| 2010-11   | 1     | OK Liga  | 12.º   |                  | 2 CERS Cup        | 1/16   |

## Trofeos
- Copa CERS: 1 (Temporada 2008)